# Величковое (Полтавская область)
Величково́е (укр. Величкове) — село,
Воскобойникский сельский совет,
Шишацкий район,
Полтавская область,
Украина.
Код КОАТУУ — 5325781202. Население по переписи 2001 года составляло 19 человек.

## Географическое положение
Село Величковое находится на расстоянии в 2 км от села Воскобойники.
По селу протекает пересыхающий ручей с запрудой.

## История
Есть на карте 1869 года как хутор Величков